# 布里扬松区
布里扬松区（法語：Arrondissement de Briançon）是法国上阿尔卑斯省所辖的一个区。总面积2138.1平方公里，总人口34200，人口密度16人/平方公里（2018年）。主要城镇为布里扬松。

## 辖区
布里扬松区辖有36个市镇。